# Matevž Govekar
Matevž Govekar (* 17. April 2000 in Ljubljana) ist ein slowenischer Radrennfahrer.

## Sportlicher Werdegang
Seine Karriere im Radsport begann Govecar auf dem Mountainbike im Cross-Country. Bis 2020 nahm er mehrfach an Weltmeisterschaften, Europameisterschaften, nationalen Meisterschaften sowie am Mountainbike-Weltcup teil, ohne jedoch zählbare Ergebnisse zu erzielen. Bis dahin nur gelegentlich auf der Straße unterwegs, wurde er zur Saison 2021 Mitglied im Tirol KTM Cycling Team, wo er bereits in der ersten vollen Saison auf der Straße mehrere Top-10-Platzierungen einfuhr. In der Saison 2022 gewann er im Frühjahr den Prolog der Istrian Spring Trophy und erzielte mit Platz 2 bei der Poreč Trophy und Platz 5 beim Grand Prix Slovenian Istria weitere Spitzenplatzierungen.
Durch seine Ergebnisse auf ihn aufmerksam geworden, erhielt Govekar mitten in der Saison zum 1. Juni einen Vertrag beim UCI WorldTeam Bahrain Victorious. Seinen ersten Sieg für das Team erzielte er bereits zwei Monate später, als er die vierte Etappe der Burgos-Rundfahrt im Bergaufsprint einer Ausreißergruppe für sich entschied. Im Jahr 2023 nahm er mir der Vuelta a España seine erste Grand Tour in Angriff, die er auf dem 133. Gesamtplatz beendete, ehe er im Frühjahr 2024 eine Etappe der Tour of Antalya gewann. Mit dem Gewinn der letzten Etappe erzielte er bei der Tour of Guangxi 2024 den ersten Sieg auf der UCI WorldTour. Zudem gewann er im Rahmen der UCI Gravel World Series das Sea Otter Europe in Girona, womit er sich für die Gravel-Weltmeisterschaften qualifizierte, bei denen er den 13. Platz belegte.

## Erfolge
2022
- Prolog Istrian Spring Trophy
- eine Etappe Burgos-Rundfahrt

2024
- eine Etappe Tour of Antalya
- eine Etappe Tour of Britain
- eine Etappe Tour of Guangxi

## Grand Tour-Platzierungen
| Grand Tour            | 2023 | 2024 |
| --------------------- | ---- | ---- |
| Giro d’ItaliaGiro     | –    | –    |
| Tour de FranceTour    | –    | –    |
| Vuelta a EspañaVuelta | 133  | –    |